# Аде
Адѐ (на френски: Adé) е малък град в Чад, регион Уадаи. Разположен е в хълмиста местност, близо до границата със Судан. Надморската височина е 623 метра.